# Camptocarpus sphenophyllus
Camptocarpus sphenophyllus là một loài thực vật có hoa trong họ La bố ma. Loài này được (Balf.f.) Venter mô tả khoa học đầu tiên năm 1997.